# Bisbat de Paderborn

Escut

El Principat-bisbat de Paderborn (Fürstbistum Paderborn) fou una jurisdicció eclesiàstica catòlica de 799 al dia d'avui i un principat eclesiàstic del Sacre Imperi Romanogermànic de 1281 a 1802.

## Història

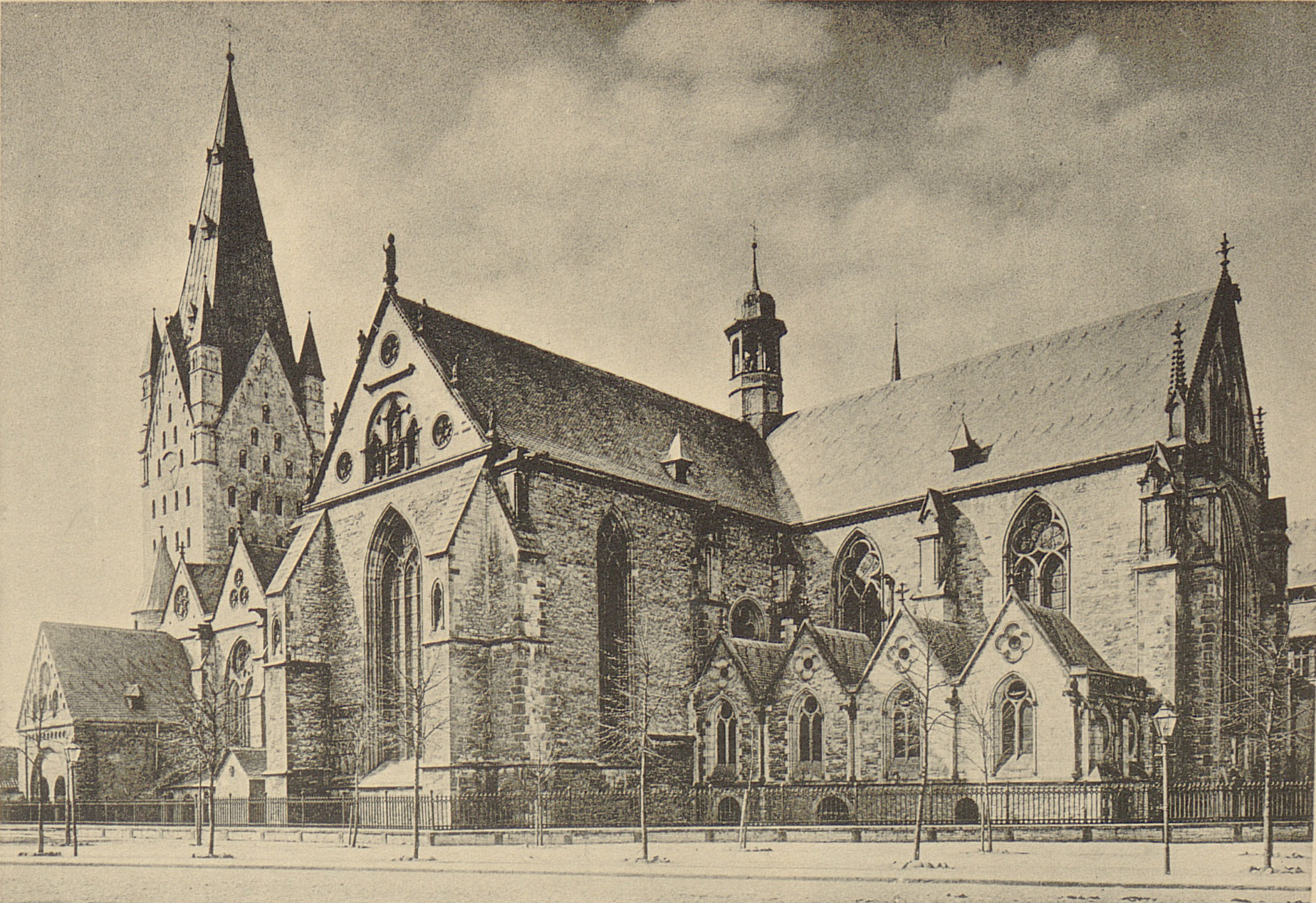
Catedral de Paderborn vers 1891

La Diòcesi de Paderborn fou fundada el 799 pel papa Lleó III. En els primers anys va estar subordinada al bisbat de Würzburg. Des de 855 el clergat tenia el dret d'elegir el bisbe. La diòcesi incloïa la part més gran de Lippe, Waldeck, i gairebé la meitat del comtat de Ravensberg.
El 1180 quan el Ducat de Saxònia deixava d'existir, els drets que l'antic ducat havia exercit sobre Paderborn es transferiren a l'Arquebisbat de Colònia. Les reclamacions dels arquebisbes de Colònia es resolgueren al segle xiii, gairebé completament a favor de Paderborn. Sota Bernhard II d'Ibbenbüren (1198-1204) el domini de la diòcesi, que des del mig de l'11è segle s'havia considerat com a feu dels comtes d'Arnsberg, retornava als bisbes. Això era un avenç important en el desenvolupament de la posició dels bisbes com a sobirans temporals. Des de llavors els bisbes no concediren la senyoria com a feu, i la van governar directament, i es van fer representar en el govern per un membre del seu clergat. S'esforçaren reeixidament a obtenir el domini sobre les abadies i monestirs situats a la seva diòcesi.
El bisbe Otto de Rietberg va haver de competir amb Colònia; el 1281, quan només era bisbe electe, va rebre les insígnies de Rodolf I d'Alemanya, i ple poder judicial (excepte judicatura penal). Després de la derrota de l'arquebisbe de Colònia a la batalla de Worringen el 1288, els bisbes de Paderborn esdevingueren cada vegada més uns sobirans, tanmateix, no sobre la totalitat de la seva diòcesi. Bernhard V de Lippe (1321-41) establia una primera constitució territorial ("Privilegium Bernhardi"). Tanmateix, havia d'admetre la ciutat de Paderborn com ciutat lliure de la seva supremacia judicial. Enric III de Spiegel Zum Desenberg (1361-80), també abat de Corvey, deixava les seves funcions espirituals a un sufragani; el 1371 reconstruïa el Burg Neuhaus a Paderborn. Simó II de Sternberg (1380-89), va implicar el bisbat en conflictes amb la noblesa, que després de la seva mort devastava el país. Guillem I de Ravenberg, elegit el 1399, va buscar corregir els mals que s'havien introduït durant els conflictes, però quan el 1414 s'interessava per la vacant a l'Arquebisbat de Colònia, el capítol de la catedral en la seva absència escollia Dietrich III de Moers (1415-63). Les guerres de Dietrich, també arquebisbe de Colònia, portaren forts deutes al bisbat; durant els conflictes del bisbe amb la ciutat de Soest (1444-49) Paderborn fou devastada.
Sota Eric de Brunswick-Grubenhagen (1502-32), la Reforma Protestant prenia peu a la diòcesi, encara que el bisbe romania lleial a l'Església. Hermann de Wied (1532-47), també arquebisbe de Colònia, procurava introduir el nou ensenyament a Paderborn així com a Colònia, però va tenir l'oposició de totes les classes. Els comtes de Lippe, Waldeck, i Pyrmont, la part de la diòcesi al Comtat de Ravensberg, i la majoria de les parròquies a la dreta del Weser es van convertir al protestantisme.
Enric IV de Saxònia-Lauenburg (1577-85) era un luterà; va permetre l'adopció de la Confessió d'Augsburg pels seus subjectes. A la ciutat de Paderborn només la catedral i el monestir d'Abdinghof romangueren fidels. Per salvar la causa catòlica, el capítol de la catedral va convocar als Jesuïtes a Paderborn el 1580. Dietrich IV de Fürstenberg (1585-1618) va restaurar la pràctica de la religió catòlica, va construir un gimnàs (escola) per jesuïtes, i va fundar la Universitat de Paderborn el 1614.
Durant la secularització i mediatització a Alemanya el 1802, el bisbat va esdevenir part de Prússia (1803-1807); des de 1807 fins a 1813 fou part del Regne de Westfàlia, i llavors part de la província de Westfàlia dins de Prússia.

## Bisbes i Prínceps-bisbes

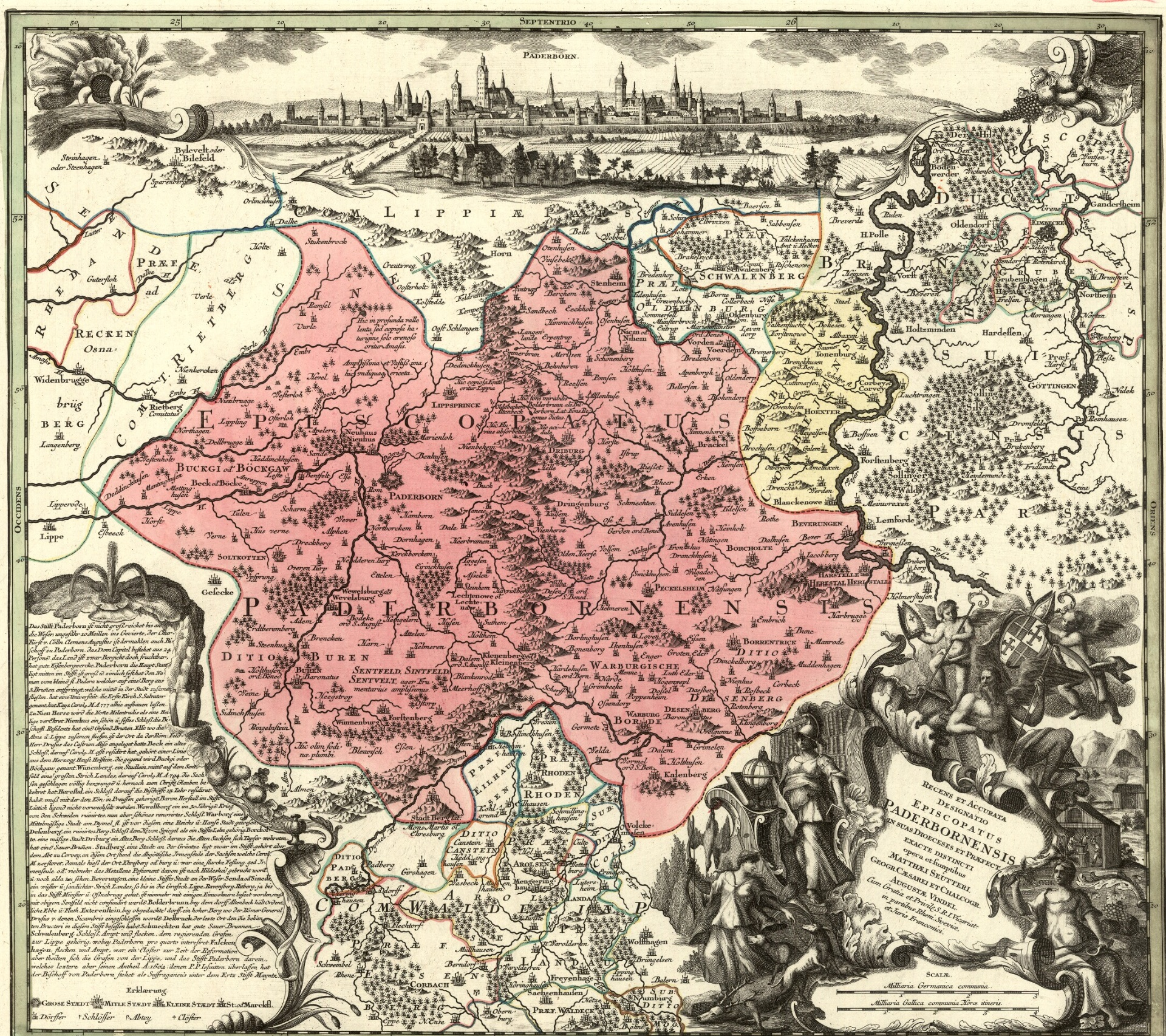
Matthäus Seutter: Mapa del Bisbat, 1750

### Bisbes
| Imatge                 | Nom                        | des de | fins a | Observacions    |
| ---------------------- | -------------------------- | ------ | ------ | --------------- |
|                        | Hathumar                   | 806    | 815    |                 |
|                        | Badurad                    | 815    | 862    |                 |
|                        | Luithard                   | 862    | 887    |                 |
|                        | Biso                       | 887    | 900    |                 |
|                        | Teodoric I de Paderborn    | 900    | 917    |                 |
|                        | Unwan de Paderborn         | 918    | 935    |                 |
|                        | Dudo de Paderborn          | 935    | 959    |                 |
|                        | Volkmar de Paderborn       | 959    | 983    |                 |
|                        | Rethar                     | 983    | 1009   |                 |
| Meinwerk               | Meinwerk                   | 1009   | 1036   | Immedinger      |
|                        | Rotho                      | 1036   | 1051   |                 |
|                        | Imad                       | 1051   | 1076   | Billunger       |
|                        | Poppo von Paderborn        | 1076   | 1083   |                 |
|                        | Heinrich I von Assel       | 1083   | 1090   |                 |
|                        | Heinrich II von Werl       | 1084   | 1127   |                 |
|                        | Bernhard I von Oesede      | 1127   | 1160   |                 |
|                        | Evergis                    | 1160   | 1178   |                 |
|                        | Siegfried de Paderborn     | 1178   | 1188   | von Hallermund? |
|                        | Bernhard II von Ibbenbüren | 1188   | 1204   |                 |
|                        | Bernhard III von Oesede    | 1204   | 1223   |                 |
|                        | Thomas Olivier             | 1223   | 1225   |                 |
| Wilbrand von Oldenburg | Wilbrand von Oldenburg     | 1225   | 1228   |                 |
|                        | Bernhard IV zur Lippe      | 1228   | 1247   |                 |
|                        | Simó I de Lippe            | 1247   | 1277   |                 |
|                        | Otto von Rietberg          | 1277   | 1307   |                 |
|                        | Günther I von Schwalenberg | 1307   | 1310   |                 |
|                        | Dietrich II von Itter      | 1310   | 1321   |                 |

### Prínceps-bisbes 1321–1802/03
| Imatge                                         | Nom                                            | des de | fins a | Observacions                                                           |
| ---------------------------------------------- | ---------------------------------------------- | ------ | ------ | ---------------------------------------------------------------------- |
| Bernhard V. zur Lippe                          | Bernhard V zur Lippe                           | 1321   | 1341   |                                                                        |
| Balduin von Steinfurt                          | Balduin von Steinfurt                          | 1341   | 1361   |                                                                        |
| Heinrich III von Spiegel zum Desenberg OSB     | Heinrich III. von Spiegel zum Desenberg        | 1361   | 1380   |                                                                        |
|                                                | Simon II von Sternberg                         | 1380   | 1389   |                                                                        |
|                                                | Ruprecht von Berg                              | 1389   | 1394   |                                                                        |
|                                                | Johann I von Hoya                              | 1394   | 1399   | 1399–1424 Bisbe d'Hildesheim                                           |
|                                                | Bertrando d'Arvazzano                          | 1399   | 1401   | L'únic bisbe de la diòcesi d'origen italià                             |
|                                                | Guillem I de Berg-Ravensberg                   | 1401   | 1414   |                                                                        |
|                                                | Dietrich III von Moers                         | 1415   | 1463   | 1414–1463 Arquebisbe de Colònia                                        |
|                                                | Simó III de Lippe                              | 1463   | 1498   |                                                                        |
| Hermann I von Hessen                           | Hermann I von Hessen                           | 1498   | 1508   | 1480–1508 Hermann IV de Colònia                                        |
| Erich von Braunschweig-Grubenhagen             | Erich von Braunschweig-Grubenhagen             | 1508   | 1532   | 1508–1532 Bisbe d'Osnabrück, 1532 bisbe de Münster                     |
| Hermann II von Wied                            | Hermann II von Wied                            | 1532   | 1547   | 1515–1547 Arquebisbe de Colònia                                        |
| Rembert von Kerssenbrock                       | Rembert von Kerssenbrock                       | 1547   | 1568   |                                                                        |
| Johann II von Hoya                             | Johann II von Hoya                             | 1568   | 1574   | 1553–1574 Bisbe d'Osnabrück, 1566–1574 Bisbe de Münster, Administrador |
| Salentin von Isenburg                          | Salentin von Isenburg                          | 1574   | 1577   | 1567–1577 Arquebisbe de Colònia, Administrador, mai fou consagrat.     |
| Heinrich von Sachsen-Lauenburg                 | Heinrich IV von Sachsen-Lauenburg              | 1577   | 1585   | protestant, Administrador                                              |
| Dietrich IV von Fürstenberg                    | Dietrich IV von Fürstenberg                    | 1585   | 1616   | Bisbe representant de la Contrareforma                                 |
| Ferdinand I von Bayern                         | Ferdinand I von Bayern                         | 1618   | 1650   |                                                                        |
| Dietrich Adolf von der Recke                   | Dietrich Adolf von der Recke                   | 1650   | 1661   |                                                                        |
| Ferdinand II von Fürstenberg                   | Ferdinand II von Fürstenberg                   | 1661   | 1683   |                                                                        |
| Hermann Werner von Wolff-Metternich zur Gracht | Hermann Werner von Wolff-Metternich zur Gracht | 1683   | 1704   |                                                                        |
| Franz Arnold von Wolff-Metternich zur Gracht   | Franz Arnold von Wolff-Metternich zur Gracht   | 1704   | 1718   |                                                                        |
| Clemens August I von Bayern                    | Clemens August I von Bayern                    | 1719   | 1761   |                                                                        |
| Wilhelm Anton von der Asseburg                 | Wilhelm Anton von der Asseburg                 | 1763   | 1782   |                                                                        |
| Friedrich Wilhelm von Westphalen               | Friedrich Wilhelm von Westphalen               | 1782   | 1789   |                                                                        |
| Franz Egon von Fürstenberg                     | Franz Egon von Fürstenberg                     | 1789   | 1825   |                                                                        |

Franz Egon fou el darrer bisbe amb poder temporal; durant el seu govern la diòcesi va perdre el poder temporal 

## Bisbes 1802/03–1930
| Imatge                                | Nom                                   | des de | fins a | Observacions                             |
| ------------------------------------- | ------------------------------------- | ------ | ------ | ---------------------------------------- |
| Franz Egon von Fürstenberg            | Franz Egon von Fürstenberg            | 1789   | 1825   |                                          |
| Friedrich Klemens von Ledebur-Wicheln | Friedrich Klemens von Ledebur-Wicheln | 1825   | 1841   |                                          |
| Richard Dammers                       | Richard Dammers                       | 1841   | 1844   |                                          |
| Franz Drepper                         | Franz Drepper                         | 1845   | 1855   |                                          |
| Konrad Martin                         | Konrad Martin                         | 1856   | 1879   |                                          |
|                                       | Seu vacant                            | 1879   | 1882   | Vacant des de la mort de Konrad Martins. |
|                                       | Franz Kaspar Drobe                    | 1882   | 1891   |                                          |
| Hubert Theophil Simar                 | Hubert Theophil Simar                 | 1891   | 1899   |                                          |
| Wilhelm II. Schneider                 | Wilhelm II. Schneider                 | 1900   | 1909   |                                          |
| Karl Joseph Schulte                   | Karl Joseph Kardinal Schulte          | 1910   | 1920   |                                          |

## Arquebisbes des de 1930
| Imatge                      | Nom                         | des de | fins a | Observacions               |
| --------------------------- | --------------------------- | ------ | ------ | -------------------------- |
| Caspar Klein                | Caspar Klein                | 1920   | 1941   | Nomenat arquebisbe el 1930 |
| Lorenz Jaeger               | Lorenz Jaeger               | 1941   | 1973   |                            |
| Johannes Joachim Degenhardt | Johannes Joachim Degenhardt | 1974   | 2002   |                            |
| Hans-Josef Becker           | Hans-Josef Becker           | 2003   |        | Administrador 2002-2003    |